# Rizal, Nueva Ecija
Rizal là một đô thị hạng 3 ở tỉnh Nueva Ecija, Philippines. Theo điều tra dân số năm 2007, đô thị này có dân số 52.465 người trong 10.001 hộ.

## Barangay
Rizal được chia thành 26 barangay.
| - Agbannawag - Bicos - Cabucbucan - Calaocan District - Canaan East - Canaan West - Casilagan - Aglipay (Curva) - Del Pilar - Estrella - General Luna - Macapsing - Maligaya | - Paco Roman - Pag-asa - Poblacion Central - Poblacion East - Poblacion Norte - Poblacion Sur - Poblacion West - Sto Cristo - San Esteban - Santa Monica - Villa Labrador - Villa Paraiso - San Gregorio |